# روكو (تشابهار)
روكو (بالإنجليزية: Ruku, Iran)‏ هي منطقة سكنية تقع في سيستان وبلوتشستان في إيران. يقدر عدد سكانها بـ 42 نسمة .